# Ninxiapsyche fangi
Ninxiapsyche fangi is een fossiele soort schietmot uit de familie Ningxiapsychidae.